# Sony Mavica MVC-FD88
Le Sony Mavica MVC-FD88 est un appareil photographique numérique de type bridge fabriqué par Sony.
Il est mis sur le marché en mars 1999. Son lecteur de disquette 3,5 pouces lui donne des dimensions respectables de 14,2 × 10,7 × 7,3 cm.
|  |  |

Il possède une résolution de 1,3 mégapixel et un puissant zoom de 8×.
Sa portée minimum de la mise au point est de 2,5 cm.
Son automatisme gère 6 modes Scène pré-programmés afin de faciliter les prises de vues (coucher de soleil/clair de lune, paysage, portrait, plage/ski, obturateur lent, sports).

L’ajustement de l'exposition est automatique et permet également un mode manuel avec un ajustement dans une fourchette de ±1,50 par paliers de 0,5 EV.

La balance des blancs se fait de manière automatique, mais également semi-manuelle avec des options pré-réglées (intérieur, extérieur).

## Caractéristiques
- Capteur CCD 1/3,6 pouces : 1,3 million de pixels
- Zoom optique : 8× - numérique : 16×
  - Distance focale équivalence 35 mm : 41-328 mm
  - Ouverture de l'objectif : F/2,8-F/3
  - Stabilisateur d'image SteadyShot
- Vitesse d'obturation : Auto: 1/30 à 1/4000 seconde
- Sensibilité : ISO 100
- Définition image : 640×480 • 1280×960 • 1024×768 au format JPEG
- Définition vidéo : 160×112 durée 60 s • 320×240 durée 15 s au format MPEG-1
- Stockage : Disquette 3,5 pouces 1,44 Mo
- Écran LCD de 2,5 pouces - matrice active TFT de 84 260 pixels
- Flash incorporé portée effective de 0,5 m à 2,5 m + prise pour flash extérieur
- Connectique : 1 sortie audio/vidéo composite
- Batterie propriétaire rechargeable lithium-ion NP-F330 et chargeur
- Poids : 600 g avec batterie
- Finition : gris métallisé